# Caçador
Caçador är en kommun i Brasilien. Den ligger i delstaten Santa Catarina, i den södra delen av landet, 1 300 km söder om huvudstaden Brasília. Antalet invånare är 70 735.
Följande samhällen finns i Caçador:
- Caçador

I omgivningarna runt Caçador växer huvudsakligen savannskog. Runt Caçador är det ganska glesbefolkat, med 47 invånare per kvadratkilometer.